# 天送埤駅
天送埤駅（てんそうひえき）は台湾宜蘭県三星郷にかつてあった林務局羅東森林鉄路（太平山森林鉄路羅東線）の駅。

## 概要
最初は1909年に宜蘭庁長（現在の宜蘭県長に相当）だった西郷菊次郎が資金を集めて結成した宜蘭軽便鉄道組合（1903年設立）という私設人車軌道が羅東駅付近から現在の台湾省道台7丙線とほぼ同一経路で当駅付近まで開通した。その後台南製糖（沖縄製糖の前身）が二結糖廠の製糖事業のため運蔗路線（二結糖廠 - 天送埤）を開通させた。その後台南製糖での製紙原料となる木材と、工場稼働用の電力確保のため蘭陽渓河岸の九芎湖に水力発電所を建造することになり、建設資材運搬のため九芎湖まで延長された。そして台湾電気興業が太平山森林鉄路土場駅から当駅への路線を建設し、天送埤は拠点駅となった。
太平山のベニヒで建てられた駅舎は廃止後に県の文化資産に指定されている。現在は駅舎周辺が鉄道公園として整備され、かつてこの駅にあった転車台も展示されている。この区間の一部路線を復活させる事業が進んでいる。

### 駅名の由来
駅所在地である現在の三星郷天福村、天山村一帯の当時の地名「天送埤」に由来するが、天送埤の地名は16世紀の清朝統治時代に移民漢人である呉沙とともにこの地を開墾した人物「許天送」に因むとされている説がある。この三星東部一帯は開墾に便利な天然の貯水池（埤）が多数あったことから、開発が進むにつれてやがて「天送埤」と命名されるようになった。その後日本統治時代に濁水渓（現蘭陽渓）に水力発電所ができ、支流である安濃渓一帯の溜め池は発電に利用されたために消失してしまった。
もう一つの説では、「埤」は単に貯水池を意味し、天送埤はすなわち「天送之水天送來」またはそれを略した「天送來的水」（天送の水は天からの送り物）であるとするもの。
実際、現在の蘭陽発電廠天送埤分廠付近のものは水が干上がったことがなかったと言い伝えられており、天送埤分廠付近の件の池には樹齢数百年の2本の茄苳（アカギ）の木があり、住民はこれを夫婦樹と呼んで駅とともに三星郷の名所となっている。

## 沿革
- 1914年（大正3年） - 私設軌道が九芎湖まで延伸開業[1]。
- 1919年（大正8年）台湾電気興業が土場 - 天送埤間を起工[1]。
- 1920年（大正9年）1月6日 - 台南製糖の路線（天送埤以東）を借用して輸送を開始[6][1]。
- 1921年（大正10年） - 天送埤以西が開通[6][7]。
- 1924年（大正13年）1月27日 - 竹林まで延伸し全線開業[1]。
- 1926年（大正15年）5月18日 - 旅客扱い開始に伴い駅を設置[6]。
- 1978年 - 当駅から土場までが台風により不通、羅東駅から当駅の折返し運転となり、事実上不通区間は廃止となる[7]。
- 1979年8月1日 - 廃止[7]。
- 2004年5月14日 - 文化部文化資産局は駅を県の指定歴史建築登録を公告[8]。
- 2012年5月19日 - 行政院農業委員会林務局羅東林区管理処は宜蘭県政府と共同で三星駅と天送埤駅間の復活運行計画を宣布した[9][10]。
- 2013年10月 - 鉄道公園起工[11]。
- 2015年6月 - 鉄道公園と当駅から九芎湖までの人車軌道跡までの遊歩道が完工、7月22日正式供用[12]。
- 2017年
  - 10月 - 天送埤駅の軌道工事が完了し、実寸の3分の1サイズのミニトロッコ列車用客車が落成した[13][14]。三星駅までの約3.9kmで旅客運行するを計画が表明された[15]。
  - 11月30日 - 同じくミニ機関車（電動）が完成[16]。
- 2018年 - 駅前の周回ミニ軌道路線が開業予定[17]。

## バス
最寄りの停留所は《天送埤》、《憲明國小》
| !系統 | 管轄           | 事業者   | 区間                                                 | 備考                           |
| 1745  | 公路客運       | 国光客運 | 宜蘭転運站（宜蘭駅） - 羅東転運站（羅東駅） - 南山村 |                                |
| 1750  | 公路客運       | 国光客運 | 宜蘭転運站 - 太平山                                  |                                |
| 1764  | 公路客運       | 国光客運 | 羅東転運站 - 梨山                                    |                                |
| 1792  | 公路客運       | 国光客運 | 羅東転運站 - 三星 - 天送埤                           |                                |
| 1793  | 公路客運       | 国光客運 | 羅東転運站 - 天送埤 - 牛鬥                           |                                |
| 1796  | 公路客運       | 国光客運 | 羅東転運站 - 天送埤 - 松羅                           |                                |
| 1798  | 公路客運       | 国光客運 | 羅東転運站 - 智脳（楽水村）                          | 《天送埤》、《憲明國小》に停車 |
| 緑17  | 宜蘭県市区公車 | 国光客運 | 羅東転運站 - 長埤湖                                  | 《憲明國小》に停車             |

## 舞台となった作品
- 台湾電視公司の2009年秋冬シーズンのテレビドラマ「下一站，幸福」（邦題：秋のコンチェルト）[18][19]

## 隣の駅
林務局
羅東森林鉄路
三星駅 - 天送埤駅 - 清水湖駅